# 真核起始因子4E
真核起始因子4E（英文：eukaryotic initiation factor 4E，简称“eIF4E”）是一种帽结合蛋白，可以特异性地识别mRNA的5'端的帽子结构，它在真核翻译的起始过程中发挥重要作用。
eIF4E可以与eIF4A和eIF4G共同组成eIF4F复合物参与真核翻译起始。因此，通过与mRNA的5'端的帽子结构结合，eIF4E就可以将eIF4A带到mRNA的5'端，让eIF4A发挥解旋酶活性来打开mRNA的5'端的二级结构。

## 异构体
在真核生物中，eIF4E有许多异构体；在不同物种间，其数量也有差异。不同的eIF4E异构体有不同的帽结合活性，这就可用于对不同mRNA进行选择性翻译。有一些细胞进程需要特异的eIF4E异构体的活性。例如，在果蝇中除去eIF4E-1和eIF4E-2会导致雌性无卵巢发育。还有一些eIF4E异构体具有许多不同的功能。例如，果蝇的eIF4E-6被发现无法与eIF4G结合，可能是作为翻译阻遏蛋白；人体中的eIF4E-1被发现参与了对一系列特异mRNA的核mRNA转运。

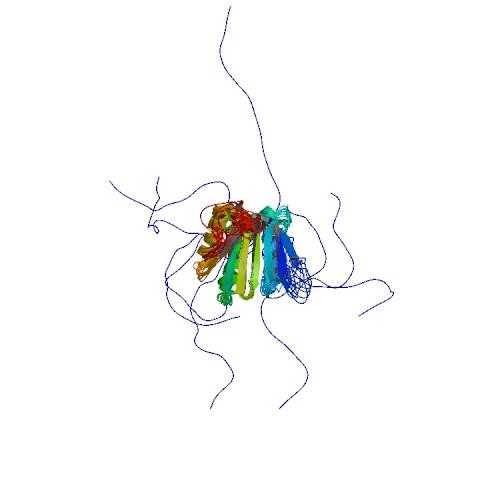
人类eIF4E的溶液结构

## 结构
eIF4E含有一个由8条反平行β链组成的弯曲的β折叠片以及三个几乎平行于β折叠片顶部链的α螺旋。eIF4E识别帽子的工作就由7-甲基-鸟嘌呤和吲哚基团之间的堆积来完成。该堆积由两个绝对保守的色氨酸残基，依靠三个类Watson-Crick氢键和范德华力同第三个保守色氨酸联系起来。
磷酸化作用可以调控eIF4E的活性。例如哺乳动物eIF4E的209位的丝氨酸的磷酸化可增强eIF4E同加帽mRNA的结合并稳固eIF4E和eIF4G间的相互作用。但也有人认为该位点的磷酸化并不影响蛋白质的翻译过程。